# BMW R1200RT
BMW R1200RT는 R1150RT 모델을 대체하기 위해 BMW 모토라드에서 2005년부터 2019년까지 생산했던 스포츠 투어링 모터사이클이다.